# Reserva Extrativista Verde para Sempre
A reserva extrativista Verde para Sempre é uma unidade de conservação brasileira de uso sustentável da natureza localizada no estado do Pará, com território distribuído pelos municípios de Brasil Novo, Gurupá, Porto de Moz e Prainha.

## Histórico
Verde para Sempre foi criada através de Decreto sem número emitido pela Presidência da República em 8 de novembro de 2004, com uma área de 1 289 318,64 ha.